# Cyphon neopadi
Cyphon neopadi es una especie de coleóptero de la familia Scirtidae.

## Distribución geográfica
Habita en Massachusetts (Estados Unidos).